# Parco regionale dei Gessi Bolognesi e Calanchi dell'Abbadessa
Il parco regionale dei Gessi Bolognesi e dei Calanchi dell'Abbadessa (Väṅna dal żass e Calànc dla Badassa in bolognese) è un'area naturale protetta che si sviluppa sulle prime pendici della collina bolognese. Il parco si sviluppa intorno ad importanti affioramenti gessosi che hanno dato vita ad un complesso carsico di notevole interesse. Il parco abbraccia inoltre i calanchi dell'Abbadessa, una formazione che imprime al paesaggio un aspetto di severa bellezza.
Il parco regionale si sovrappone parzialmente al sito di interesse comunitario (SIC) Gessi Bolognesi, Calanchi dell'Abbadessa (IT40500001); tale sovrapposizione riguarda l'86% della superficie del SIC.
I gessi bolognesi sono fra i patrimoni dell'umanità protetti dall'UNESCO, facenti parte del sito seriale denominato Carsismo nelle evaporiti e grotte dell'Appennino settentrionale.

## Storia
L'esistenza di comunità dedite alla caccia e alla raccolta nella zona è documentata fin dal Paleolitico, e nuclei dell'età del Bronzo sono stati individuati presso le frazioni Croara, Farneto, nella grotta Calindri e a Castel de' Britti. Molti dei reperti rinvenuti sono esposti oggi al Museo della Preistoria "Luigi Donini" a San Lazzaro.
Il successivo prevalere dell'economia agricola favorì la concentrazione degli abitati nella pianura. Dove il torrente Quaderna incrocia la via Emilia, appena fuori dal parco, si estendeva la città romana di Claterna, una delle poche in regione a non avere avuto continuità abitativa dall'antichità ai nostri giorni. Di origine quasi certamente etrusca, si sviluppò durante l'età repubblicana e soprattutto augustea, quando era circondata da una corona di ville suburbane; i bei pavimenti in mosaico rinvenuti durante gli scavi sono oggi in parte conservati al Museo civico archeologico di Bologna e in parte visibili in situ in località Maggio.
Durante il Medioevo, tutto il territorio era caratterizzato da piccoli centri abitati sparsi sui rilievi, in genere fortificati e riuniti intorno a un castello o a una pieve. Il fortilizio di San Pietro di Ozzano, ad esempio, ebbe origine dagli abitanti di Claterna che, dopo la distruzione della città nel V secolo, si rifugiarono sulla vicina collina. Sul versante destro dell'Idice, già in comune di San Lazzaro, sorge Castel de' Britti, antico borgo fortificato allo sbocco del torrente in pianura, in posizione dominante su uno sperone di gesso. Tra le località del parco è quella di più antica memoria, citata in un documento dell'VIII secolo come "Castro Gissaro, quod dicitur Britu". Appartenuto a Matilde di Canossa e poi passato a Bologna, venne distrutto e ricostruito varie volte, a testimonianza della sua importanza strategica. In località Settefonti si trova la Pieve di Pastino, attestata già nell'XI secolo; decaduta nel XV secolo e sopravvissuta solo come oratorio, fu poi trasformata in abitazione civile. Non lontano dalla pieve, sorgeva il monastero femminile di Santa Cristina, nelle vicinanze del lungo crinale tra i calanchi noto come "Passo della Badessa". Del monastero, demolito nel 1769, rimane memoria soltanto nella figura dell'Abbadessa Lucia, poi beata Lucia da Settefonti. Una romantica leggenda vuole che Lucia, dopo la morte, abbia miracolosamente salvato dalla prigionia in Terrasanta un giovane crociato della nobiltà bolognese, Diatagora Fava, che era solito risalire l'impervio crinale fino alla chiesa per intravvederla durante le funzioni religiose. I ceppi che imprigionavano il giovane e la salma di Lucia sono conservati nella vicina chiesa di Sant'Andrea. Nel luogo ove sorgeva il monastero 
fu eretto nel 1779 un pilastrino, dono del canonico Paolo Patrizio Fava Ghisilieri, poi ristrutturato, negli anni venti, da un suo discendente, il conte Alessandro Fava Ghisilieri.
Anche nelle alture gessose intorno alla Croara si trovavano centri fortificati: una scrittura del 1084 parla di un castello "quod vocatur Corvaria"; nei pressi della dolina della Spipola, la piccola comunità di Miserazzano possedeva una chiesa e forse un edificio fortificato, dove poi venne costruita la villa ottocentesca dei conti Negri. Lungo via della Croara rimane, infine, la chiesa omonima, che un tempo faceva parte dell'abbazia di Santa Cecilia del X secolo.
A seguito dell'opera di sensibilizzazione di alcuni pionieri, tra cui speleologi e naturalisti, il parco regionale venne istituito nel 1988 su iniziativa dei comuni di San Lazzaro di Savena, Ozzano, Pianoro e Bologna.
Nel 2022, il territorio del parco è stato proposto per la candidatura a sito patrimonio dell'umanità dell'UNESCO.

### L'estrazione del gesso nella storia

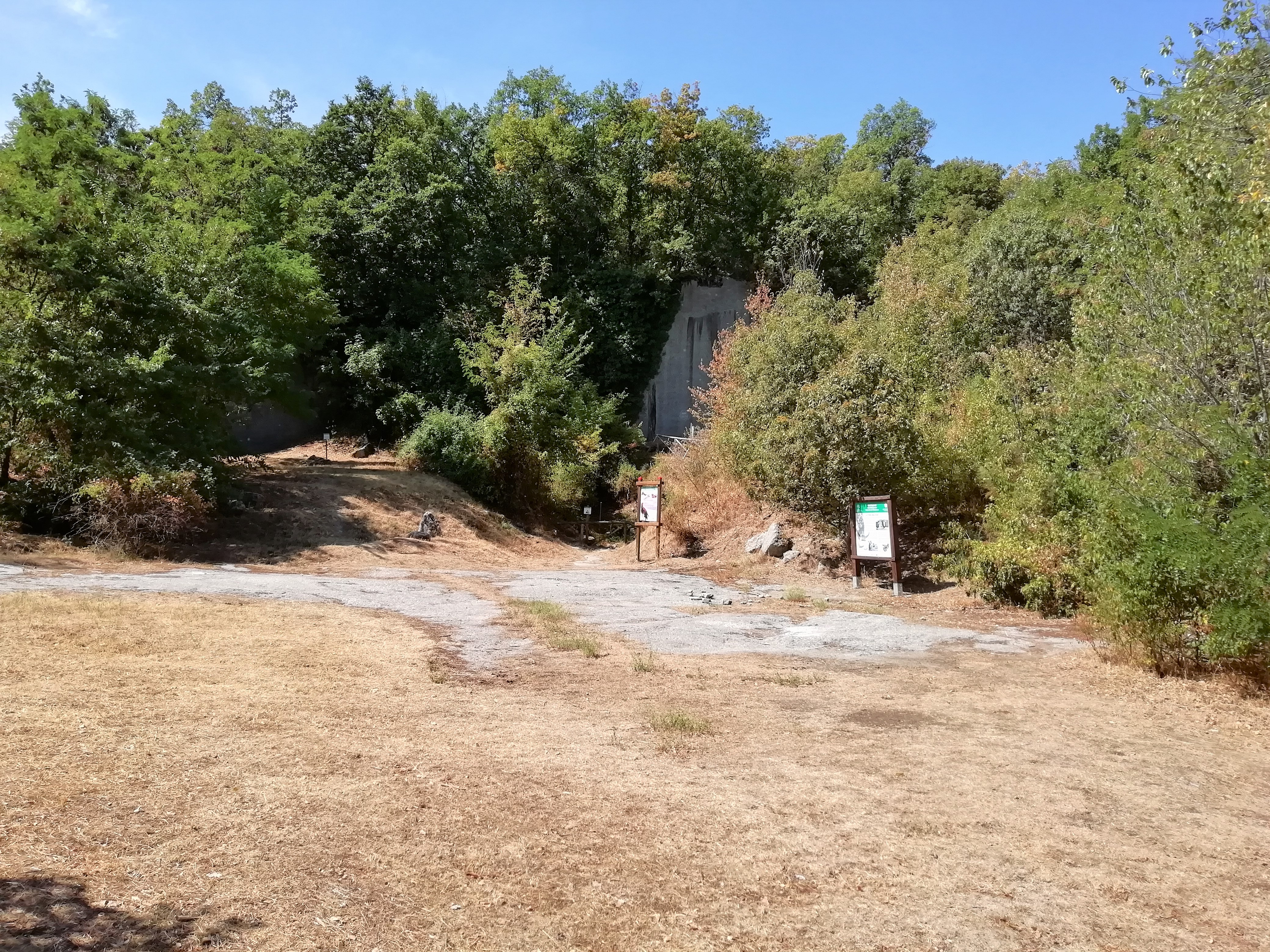
Il sito dell'ex cava a filo

Al gesso si è fatto ricorso fin dalla preistoria, come documentano le tracce di estrazione e lavorazione della grotta Calindri, e poi in epoca romana per uso edilizio: di selenite erano numerosi edifici della Bononia romana e la prima cerchia muraria cittadina.
A partire dal XIII secolo, si sviluppò l'uso del gesso cotto come materiale da presa e impasto per stucchi. Il territorio interessato dagli affioramenti gessosi cominciò a essere scavato sistematicamente per ricavare pietra da taglio, in parte poi soppiantata nell'uso dall'arenaria, ma soprattutto materiale per la cottura e la macinatura. Dalle numerose, piccole cave a gestione familiare si passò, alla fine del XIX secolo, a un'attività meccanizzata ed in seguito allo sfruttamento industriale, con un pesante impatto sull'ambiente. Molte grotte vennero distrutte oppure ne venne irrimediabilmente compromessa la stabilità (come nel caso della grotta del Farneto). Di questa attività estrattiva rimane una traccia in una delle aree di sosta del parco nel comune di San Lazzaro, l'ex cava a filo.
Negli anni sessanta iniziò la dura battaglia per bloccare l'escavazione: i gruppi speleologici per primi, l'Unione bolognese naturalisti e il comune di San Lazzaro riuscirono nell'intento solo alla fine degli anni settanta, quando il territorio era ormai profondamente segnato. Oggi l'immagine della Croara dilaniata dalle gallerie e le pareti lisce e lucenti dei vari fronti di cava fanno ormai parte del paesaggio dei gessi.

## Territorio
Il territorio del parco si trova ad altitudini comprese fra 70 e 400 m s.l.m.. 
Il torrente Savena segna per un lungo tratto il confine occidentale dell'area protetta, che ad oriente si spinge sino al torrente Quaderna; nella sua parte centrale è sita la confluenza tra Zena e Idice. 
La parte più occidentale racchiude vasti affioramenti gessosi con caratteristiche morfologie carsiche, mentre nel settore più orientale, i suggestivi calanchi del passo dell'Abbadessa interrompono con crinali drammatici le dolci pendici collinari. Per quanto profondamente intaccati in vari punti dalle passate attività estrattive, i gessi bolognesi rappresentano una delle principali emergenze naturali della regione e nascondono aree di particolare bellezza, la cui parziale conservazione è dovuta soprattutto alle forme accidentate, che non ne hanno mai consentito il pieno sfruttamento. Su queste colline, interessate da importanti collegamenti transappenninici fin dall'antichità, s'è sviluppata una viabilità di fondovalle e di crinale che, per le caratteristiche del territorio, ha favorito solamente l'insediarsi di piccoli nuclei abitati sparsi.
Doline, calanchi, altopiani, valli cieche e rupi rocciose modellano in maniera suggestiva il territorio lungo una fascia che, sviluppandosi in modo discontinuo trasversalmente alle valli, culmina verso oriente nell'imponente Vena del Gesso Romagnola (anch'essa parte del sistema delle aree protette regionali). 
Per raggiungere il cuore del parco si attraversa un paesaggio dolcemente ondulato, movimentato dalla continua alternanza di aree coltivate e boscose che riflette la secolare presenza dell'uomo. Campi di frumento, erba medica ed altre colture occupano i pendii meno ripidi, disegnando forme irregolari e sinuose contrastanti con gli appezzamenti geometrici della vicina pianura; ai seminativi s'affiancano frutteti e vigneti un 
tempo rinomati. Tra le sparse case coloniche spiccano ville signorili e palazzi, spesso molto antichi e di pregevole architettura, protetti dalle chiome di pini domestici e di slanciati cipressi che, a volte, accompagnano anche le strade. Ma sono soprattutto le grandi querce, le siepi di prugnolo e biancospino e i primi lembi di bosco ad introdurre un paesaggio naturale che si sposa armoniosamente con quello agrario.

### Posizione
L'area del parco si estende per 4 815,87 ettari sulle prime pendici collinari a sud-est di Bologna, e comprende territori dei comuni di Bologna, San Lazzaro di Savena, Ozzano dell'Emilia e Pianoro. Le varie emergenze naturali, paesaggistiche e storiche sono agevolmente raggiungibili dalle strade di fondovalle che attraversano il parco e da molti punti della via Emilia tra San Lazzaro di Savena ed Ozzano.

### Geologia

#### I gessi bolognesi
L'emergenza di maggiore rilievo del parco, intorno alla quale si è andato costruendo il progetto di tutela, è costituita dagli affioramenti dei gessi messiniani, che appartengono alla formazione geologica nota come Formazione gessoso-solfifera.
Il gesso degli affioramenti bolognesi si presenta in grossi cristalli con forma caratteristica, detta a coda di rondine o a ferro di lancia. La sua particolare cristallinità ha ingannato a lungo gli studiosi che tentavano di spiegare la genesi delle "gessaie bolognesi": ancora verso la fine dell'Ottocento era ritenuta una particolare roccia metamorfica. Oggi, invece, ricostruire la storia geologica dei gessi significa ripercorrere, attraverso uno sforzo dell'immaginazione, gli eventi straordinari che investirono l'intero bacino mediterraneo tra 4 e 5 milioni di anni fa. In quel periodo, il mar Mediterraneo rimase a più riprese isolato dall'Oceano Atlantico, probabilmente per l'abbassarsi del livello degli oceani, e nei periodi di isolamento l'evaporazione provocò il disseccamento del bacino, trasformandolo in una gigantesca e bianca salina. La "crisi di salinità" produsse effetti anche nelle aree vicine all'Appennino, determinando la formazione di diversi strati gessosi, attraverso ripetuti cicli di evaporazione.

Nel bolognese, soprattutto alla base della formazione, gli strati possono raggiungere spessori di 15 m; verso l'alto, invece, si fanno più sottili, segnalando fasi di evaporazione più brevi. La presenza, tra gli strati di gesso, di strati argillosi più scuri, spesso ricchi in sostanza organica, indica interruzioni cicliche nella precipitazione dovute a diluizione delle soluzioni marine. Nel parco, gli strati gessosi sono esposti lungo le scoscese falesie che chiudono la valle dell'Acquafredda, dove sono evidenti almeno tre banconate gessose di grande spessore, separate da fasce di vegetazione che sottolineano gli interstrati argillosi. Il luogo più significativo per osservare l'intera successione stratigrafica dei gessi è l'alveo dell'Idice, nel tratto dove il torrente li attraversa all'altezza di Castel de' Britti.

#### Doline, inghiottitoi e grotte

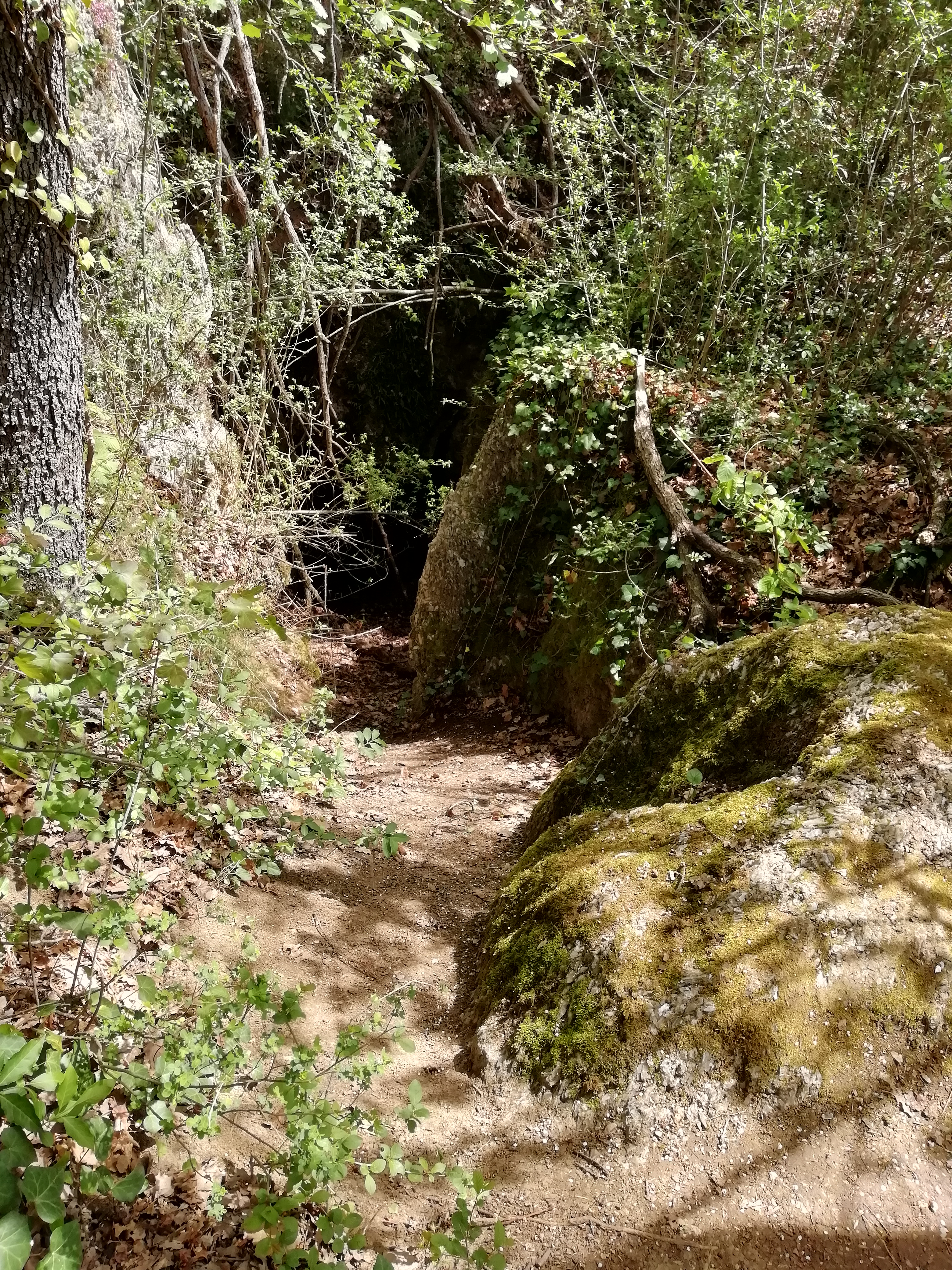
Buco del Calzolaio, un tempo l'ingresso naturale della grotta della Spipola

La natura solubile del gesso ha determinato in tutto il parco un esteso sviluppo dei fenomeni carsici, creando paesaggi unici, molto diversi da quelli delle colline adiacenti. Attraverso numerosi punti di assorbimento, come gli inghiottitoi ma anche le piccole fratture, il sistema idrologico sotterraneo si arricchisce continuamente, con effetti speleogenetici grandiosi. Le valli cieche si formano dove ha inizio l'affioramento dei gessi. Un piccolo solco vallivo, inciso su rocce non solubili (generalmente marnose), termina contro rupi gessose, e attraverso un inghiottitoio ha inizio il percorso sotterraneo delle acque: un vero e proprio torrente ipogeo.
Alcuni inghiottitoi si riempirono lentamente di detriti, ai quali si aggiunsero pollini, carboni e corpi di animali (per i quali rappresentavano vere e proprie trappole). Diversi inghiottitoi vennero intercettati dagli squarci aperti dalle cave: i ritrovamenti più significativi sono avvenuti presso la grande cava Iecme, sotto il monte Croara, e alla cava a filo, dove il taglio del gesso sezionò un ampio e profondo inghiottitoio, esponendo in modo chiaro la successione degli strati. In quest'ultimo caso, lo studio dei pollini fossili ha rivelato che tra 25 000 e 15 000 anni fa, la zona aveva un clima più freddo dell'attuale, essendo rivestita da boschi di pino silvestre, con betulle e salici nani. Passando ai livelli più recenti del riempimento si nota un lento miglioramento climatico: il pino si riduce e compaiono olmo e quercia; più avanti il pino scompare e restano solamente quercia, olmo, nocciolo e ontano, una copertura vegetale piuttosto simile a quella odierna.
Le foreste erano probabilmente interrotte da praterie steppiche, perché le specie animali ritrovate sono tipiche di ambienti aperti. Le numerosissime ossa raccolte testimoniano la presenza di bisonti, cervidi di grandi dimensioni, marmotte, lepri, volpi, lupi, tassi e cinghiali. Presso la cava Fiorini sono stati ritrovati anche resti di ghiottone, un mustelide che attualmente vive solo nelle regioni più settentrionali dell'Europa e dell'Asia. A questi ritrovamenti si sono aggiunti quelli di oggetti usati dall'uomo nel Paleolitico medio e superiore e numerose testimonianze dell'Età del rame. Una ricca collezione è conservata nel Museo della preistoria "Luigi Donini" a San Lazzaro, dove si può ammirare la ricostruzione di uno scheletro di Bison priscus, l'unico completo esistente nei musei europei.
Le doline si formano invece sopra le vaste aree gessose hanno diverse modalità di sviluppo. Possono nascere per il progressivo approfondimento di una zona di assorbimento, dove si sviluppa un inghiottitoio, a cui segue un abbassamento più lento dei fianchi, oppure avere origine per il crollo delle volte delle grotte, che mette in comunicazione i sistemi sotterranei con le morfologie superficiali.
La dolina della Spipola è la maggiore dolina su gesso dell'Europa occidentale e il suo settore meridionale è movimentato da alcune doline minori, in parte approfonditesi per crollo. Il sistema sotterraneo, che dalla valle cieca dell'Acquafredda si snoda sino alla risorgente Siberia, ha uno sviluppo conosciuto di oltre 12 km. Nel settore gessoso tra lo Zena e l'Idice, inoltre, si trovano una bella valle cieca, nota come buca di Ronzana con ampie doline di Gaibola e dell'Inferno.
Il carsismo nei gessi è stato oggetto di studi e osservazioni fin dal Settecento, quando l'abate Calindri descrisse con parole suggestive il vallone dell'Acquafredda, ma la conoscenza di queste aree attraverso organiche ricerche speleologiche è cominciata con Luigi Fantini, che dall'inizio degli anni trenta portò alla scoperta di numerose grotte, tra cui quella della Spipola, dando poi vita al Gruppo speleologico bolognese.

#### I calanchi dell'Abbadessa
I calanchi dell'Abbadessa formano una bella dorsale argillosa modellata nel substrato geologico più antico delle colline bolognesi: le "Argille Scagliose". Il nome, oggi superato, si deve al geologo ottocentesco Gian Giuseppe Bianconi, che così commentava l'aspetto di queste rocce: "Chiunque abbia visto i terreni delle argille ha pur veduto la varietà dei colori che per zone, vene e macchie, stranamente ravvolte le percorrono in ogni senso... Le argille dunque che il terreno cui esse appartengono è un terreno di profondo travolgimento, e che li materiali dei quali consta sono venuti da varie parti...".
Le "Argille Scagliose" sono un complesso roccioso dove domina una matrice argillosa variegata, a cui sono mescolati inclusi rocciosi di varia natura e con età differenti (da 180, per i frammenti ofiolitici, a 60 milioni di anni). Il complesso viene definito alloctono perché il contesto geografico in cui ha avuto origine è situato, nelle ricostruzioni geologiche, in aree molto distanti da quelle di affioramento attuale, in un settore paleogeografico indicato come oceano Ligure (per questo si usa il nome di Liguridi). Sono rocce che hanno traslato enormemente nel corso dell'orogenesi appenninica, acquisendo un aspetto caotico: tra argille di colori diversi emergono con frequenza inclusi marnosi bianchissimi, stirati in forme allungate o irregolari, e chiari blocchi calcarei di diverse dimensioni. L'argilla ha caratteristiche molto peculiari. Formata da particelle di dimensioni piccolissime, è infatti impermeabile e si ammorbidisce notevolmente a contatto con l'acqua. Per questo è una roccia molto erodibile e crea versanti instabili. Spesso fattori diversi, come la pendenza dei versanti, il tipo di copertura vegetale, l'esposizione e l'attività antropica, convergono nel causare dinamiche erosive molto intense; è così che sui pendii argillosi si approfondiscono i calanchi, con i loro scenari desertici, a volte incredibilmente colorati.

## Flora

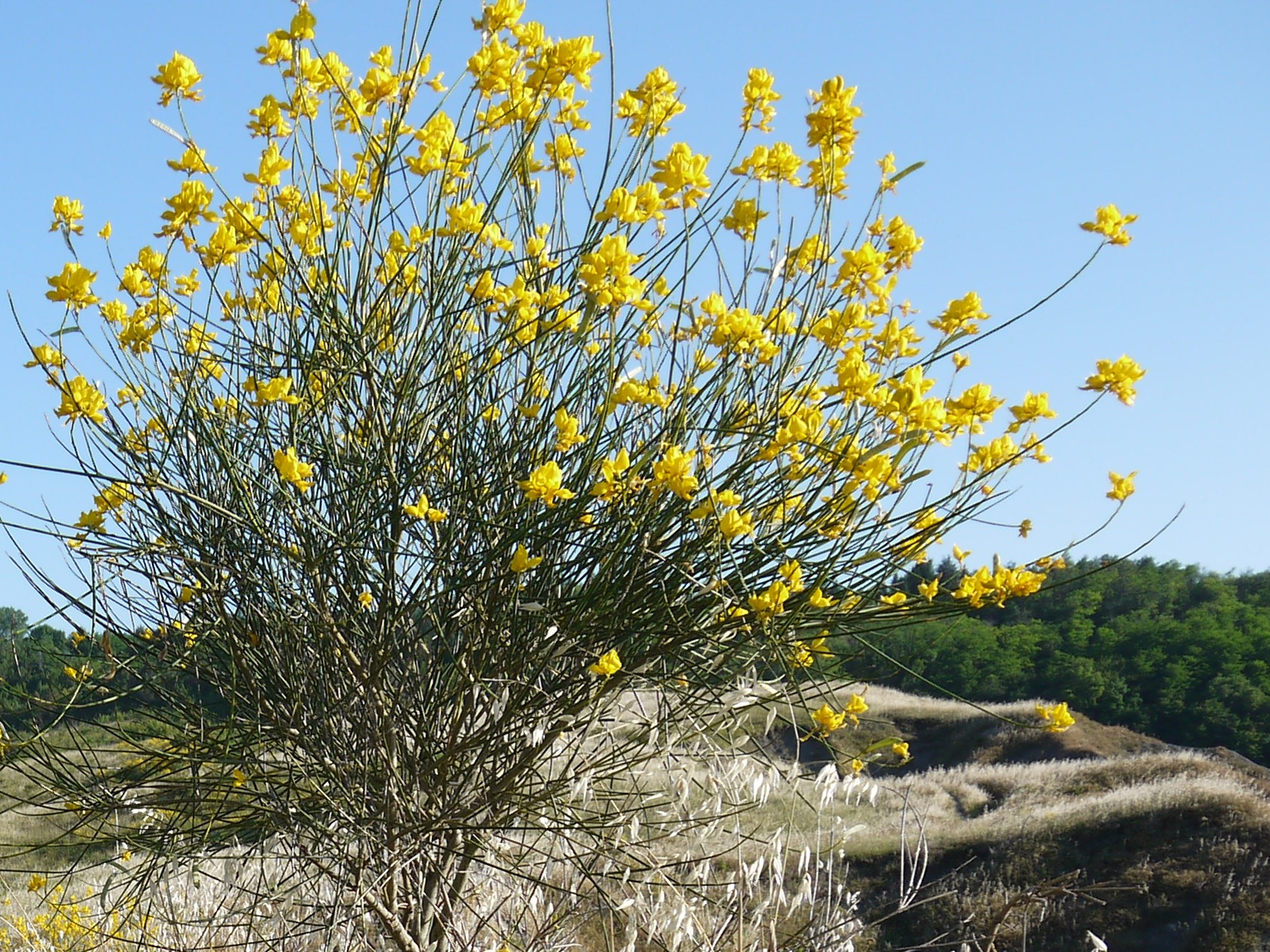
Ginestra dei carbonai (Cytisus scoparius) nel Parco Regionale

Nei versanti più ombrosi e sul fondo delle doline crescono boschi misti con presenza di roverella, carpino nero, orniello, sorbo domestico, ciavardello, acero campestre, tiglio e castagno. Scarseggiano gli alberi ad alto fusto e spesso compaiono robinia e ailanto, due esotiche infestanti che hanno preso dimora lungo alcuni versanti. Numerosi sono gli arbusti nel sottobosco tra cui nocciolo, corniolo, sanguinella coronilla, biancospini e fusaggine, ai quali si avviluppano il caprifoglio e la vitalba.
All'inizio della primavera lo strato erbaceo si colora dei fiori di primule, viole, erba trinità, dente di cane, anemone dei boschi, anemone gialla, scilla e polmonaria; in autunno il rosa carico dei fiori di ciclamino spicca tra le chiazze sempreverdi di pungitopo.
Sul fondo delle doline e agli ingressi degli inghiottitoi l'aria fredda tende a ristagnare creando un microclima fresco e umido in cui trovano posto piante, che di norma si incontrano a quote maggiori dell'Appennino (ma in un fragilissimo equilibrio) quali mercorella canina, bucaneve, giglio martagone, colombina, aglio orsino, il raro isopiro (Isopyrum thalictroides) e la rarissima speronella lacerata (Delphinium fissum).
Nei boschi dei versanti più assolati e sui bordi delle doline la roverella è la specie dominante, accompagnata da orniello e da una fitta compagine di arbusti in gran parte spinosi, spesso sormontati dai fusti rampicanti dell'asparago pungente. Sporadici, sono vescicaria e scotano.
In prossimità degli affioramenti gessosi il querceto a roverella si fa discontinuo, con alberi bassi e contorti che si alternano a macchie di arbusti in cui abbonda la ginestra; in queste stazioni, caratterizzate da un microclima decisamente caldo e arido, compaiono piante tipiche della flora mediterranea come fillirea, alaterno e leccio, che d'inverno spiccano per il colore cupo del fogliame sempreverde; a queste specie se ne affiancano altre, meno vistose ma altrettanto significative: Osyris alba, Cistus salvifolius, Erica arborea e Rosa sempervirens. Queste presenze mediterranee sono relitti di una vegetazione che interessò la nostra regione durante una fase più calda dell'attuale, sopravvissute ai successivi cambiamenti climatici solo nelle stazioni più favorevoli.
Dove il gesso affiora, la vegetazione subisce un brusco cambiamento e le particolari condizioni ambientali impongono precisi adattamenti alle piante. I costoni rocciosi del parco appaiono, a prima vista, privi di vita vegetale, ma osservando più da vicino si scorgono macchie di colore formate dai licheni: frequenti sono le gialle chiazze crostose di Fulgensia fulgida e i talli verdi di Cladonia convolata. I licheni si insediano per primi sulla roccia, preparando il substrato ad accogliere, se l'inclinazione non è eccessiva, altre piante via via più esigenti; ad essi si affiancano i compatti cuscinetti dei muschi. L'aridità, oltre alla scarsità di terreno, è un fattore limitante anche per le altre piante che frequentano il gesso. Alcune sfruttano l'autunno e la primavera per compiere il loro breve ciclo vegetativo, affidando ai semi il superamento dell'estate. In questo modo si comportano le minuscole sassifraga annuale e draba primaverile, già in fiore a fine inverno, l'erba medica minima e il becco di gru (Erodium cicutarium).
Dove si accumula un po' di terriccio crescono piante più sviluppate come elicriso, timo serpillo e Artemisia alba; gli olii essenziali delle foglie sprigionano aromi che aiutano a ridurre le perdite d'acqua.
Numerose sono, infine, le graminacee: grano delle formiche, erba mazzolina, forasacco e palèo comune; sono specie frequenti anche nelle boscaglie e nelle praterie aride dei dintorni che a primavera si tingono del rosa carico dei fiori di anemone stellata e ospitano belle orchidee. Compare anche Ononis masquillierii, una leguminosa endemica dell'Emilia-Romagna e delle Marche.

## Fauna
Nonostante l'estrema vicinanza all'area urbana bolognese, grazie al suo microclima ed ai differenti habitat, il parco ospita numerose specie:
Mammiferi
- il mustiolo, un piccolissimo toporagno
- lo scoiattolo comune
- il capriolo, che sta gradualmente riprendendo possesso dell'ambiente collinare e appenninico
- il lupo (alcuni esemplari documentati dal bollettino dell'ente parco)
- il cinghiale (nei confronti del quale le stesse autorità esercitano un'operazione di controllo della popolazione)
- la volpe
- la donnola
- il tasso
- la lepre

Uccelli
- lo scricciolo, che predilige le zone boscose più umide e fresche
- l'occhiocotto, che frequenta zone calde e aride
- picchio verde, rampichino, picchio muratore, picchio rosso maggiore, cince
- l'assiolo, un piccolo e raro rapace notturno
- la poiana
- il martin pescatore
- numerosi esemplari di sterpazzola, tortora, succiacapre, averla piccola, strillozzo, usignolo, capinera, coturnice, quaglia, cinciallegra, merlo, gazza, ghiandaia, corvo imperiale, allodola e qualche rara upupa
- il fagiano

Rettili
- il ramarro
- la lucertola campestre e la lucertola muraiola
- il biacco

Anfibi
- la raganella
- il tritone crestato ed il tritone punteggiato
- il raro ululone dal ventre giallo (una rana in pericolo di estinzione)

Artropodi
- la Empusa pennata, una mantide mimetica
- la Oedipoda germanica, una cavalletta

## Centri Visite
- Centro Visita "Casa Fantini" - Centro parco, situato a San Lazzaro di Savena, in Val di Zena in località Farneto - via Jussi, 171
- Centro Visita "Villa Torre" - Settefonti, Ozzano dell'Emilia - via Tolara di Sopra, 99